# Syntrichia serripungens
Syntrichia serripungens là một loài Rêu trong họ Pottiaceae. Loài này được (Lorentz & Müll. Hal.) R.H. Zander miêu tả khoa học đầu tiên năm 1993.